# RAEC Mons
R.A.E.C. Mons je bio belgijski nogometni klub iz grada Monsa.  

## Uspjesi
- Belgijska druga liga:
  - pobjednik (1): 2005./06.
- Belgijska druga liga - razigravanje :
  - pobjednik (1): 2002.
- Belgian treća liga A:
  - pobjednik (1): 1984./85.

## Bivši poznati igrači
- Andy Dixon (1995.)
- Keith Kelly (2003.)
- Garret Kusch (1997.)
- Hany Said (2006.)

## Hrvati u R.A.E.C. Monsu
- Ivica Džidić

## Vanjske poveznice
- Službene stranice na francuskom